# Dom (série télévisée)
Dom est une série télévisée brésilienne policière créée par Conspiração Filmes diffusée depuis le 4 juin 2021 sur Prime Video.
Elle met en vedette Gabriel Leone, Flávio Tolezani, Filipe Bragança, Raquel Villar, Isabella Santoni, Ramon Francisco, Digão Ribeiro, Fabio Lago, Julia Konrad et André Mattos.

## Synopsis
Dom raconte l'histoire du jeune Pedro Dantas (Gabriel Leone), jeune homme de la classe moyenne qui devient un dangereux voyou à Rio de Janeiro, il utilise son image pour ne pas éveiller les soupçons sur ses crimes. La production s'inspire de la vie de Pedro Dom, un chef de gang qui a terrorisé Rio de Janeiro dans les années 2000, le criminel a fini par connaître une fin tragique en 2005.

## Distribution

### Acteurs principaux
- Gabriel Leone (pt) (VF : Maxime Coudour) : Pedro Dom
  - Guilherme Garcia (VF : Antonin Icovic) : Pedro adolescent
- Flávio Tolezani (pt) (VF : Félicien Juttner) : Victor Dantas
  - Filipe Bragança (pt) (VF : Gauthier Battoue) : Victor Dantas (jeune)
- Raquel Villar (pt) (VF : Lou Howard) : Jasmin
- Isabella Santoni (pt) (VF : Alexandra Naoum) : Viviane
- Laila Garin (pt) (VF : Laure Sagols) : Marisa
- Mariana Cerrone (VF : Camille Timmerman) : Laura
  - Mafê Medeiros : Laura adolescente
- Ramon Francisco (VF : Birane Ba) : Lico
  - MC Caveirinha : Lico adolescent
- Digão Ribeiro (VF : Alex Fondja) : Ármario

### Acteurs récurrents
- Wilson Rabelo (VF : Alex Descas) : l'archange
- Roberto Birindelli (pt) (VF : Arnaud Bedouët) : Paulo
- Fábio Lago (pt) (VF : Laurent Maurel) : Ribeiro
- Hilton de Castro : Nerinho
- Paulo de Melo : Biriba
- Leonardo Castro : Verdugo
- Jupy Azevedo : Chora Neném
- Ingrid Conte : Jessika
- Flávia Santana : Elizete

### Invités
- Pati Santana : Garota do Baile
- Junior Fair : Traficante
- Deiwis Jamaica : Chefe do Tráfico
- Juliano Laham : Mauricinho
- Rafael Delgado : Arthur
- Luiz Bertazzo : Sargento Monteiro
- Julia Konrad (pt) (VF : Ludmila Ruoso) : Paloma
- Erika Riba : Ruth
- Marília Coelho : Mãe Rosa
- Guilherme Cabral (VF : Tom Trouffier) : André
- Leandro Santana : Zé
- Milton Lacerda : Delegado Camargo
- Carlo Mossy : le général Helleno Cruz
- Kika Farias : Dolores
- Bruce Brandão : Denilson
- Peter Brandão : Copa
- Daniel Curi : Adriano
- Alain Catein : Vendedor
- Valnei Aguiar : Porteiro da escola
- Dedina Bernardelli : Mãe do Márcio
- João Mader : Márcio

 Source et légende : version française (VF) sur RS Doublage

## Production
Le premier teaser est sorti le 29 avril 2021.
La série a été renouvelée pour une deuxième saison, après avoir enregistré des cotes élevées au Brésil et dans le monde, pour lesquelles ont commencé leurs enregistrements C'est la première série brésilienne originale d'Amazon Prime Video.

## Épisodes

### Première saison (2021)
1. Un enfant n'est pas livré avec un mode d'emploi
2. Métamorphose
3. Le Destin avec un D majuscule
4. À qui la faute?
5. Descente en chute libre
6. Associés ?
7. Piège
8. Faire une pause

### Deuxième saison (2023)
1. Policiers et voleurs
2. Vider la mer à la petite cuillère
3. Créatures hybrides
4. Le Tunnel
5. L'Évangile selon Pedro Dom
6. La Traque
7. Destins Croisés
8. Comme nos parents